# 艾扎娜特·穆尔塔扎耶娃
艾扎娜特·马哈切夫娜·穆尔塔扎耶娃（俄語：Айзанат Махачевна Муртазаева，2001年9月23日—），俄罗斯女子击剑运动员，2025年欧洲击剑锦标赛女子重剑个人金牌得主、2025年世界击剑锦标赛女子重剑团体银牌得主。